# Jean-Baptiste Rochoux de La Bouige
Jean-Baptiste Rochoux de La Bouige est un homme politique français né le 20 janvier 1735 à Neuvy-Saint-Sépulchre (Indre) et décédé le 13 août 1805 au même lieu.

## Biographie
Receveur de la régie sous l'Ancien Régime, il est administrateur du département en 1790 et député de l'Indre de 1791 à 1792.